# 龍骨瓣莕菜
龍骨瓣莕菜，臺灣原生種，為睡菜科莕菜属下的多年生水生草本植物，亦名銀蓮花、捲瓣莕菜、細種莕菜、水皮蓮、水蓮菜、野蓮仔，在台灣常稱為水蓮。其細長嫩莖可作蔬菜食用，因其味道鮮甜而成為台灣料理熱炒中的經典代表之一。

## 名稱
龍骨瓣莕菜過往常稱野蓮，2000年代時任正副總統陳水扁、呂秀蓮常被稱為「水蓮配」，就有人以該植物長於水內而改稱其「水蓮」。

## 型態
龍骨瓣莕菜具有長得像葉柄的長枝，於頂端生出具短柄的葉片。葉基部呈心形，質厚、有光澤，長寬約4到10公分，葉緣具有紫色雜斑，可作為分類依據。葉片具海棉狀組織及長柄，易浮於水面，莖長橫生，節處長不定根。
花則從長枝和葉柄交接的位置生長，花冠約2.5公分，有5瓣，花序為繖形，雌雄同株、或雌雄異株但在雌株上有兩性花。離水面開花，一朵花只開一天，葉柄上同時有數十個花苞，先後開花。花瓣為白色倒卵形，邊緣無鬚毛，但花冠筒口有放射排列的鬚毛，而且花瓣上有縱向的龍骨狀突起，是龍骨瓣莕菜和小莕菜、印度莕菜最大之區別。
蒴果呈長橢圓形，成熟果帶有咖啡色，有較密的乳頭狀突起物。種子圓形，初為橙色，成熟後轉黑，直徑1.8 mm，表面多刺，所以又稱「刺種莕菜」。
異葉石龍尾與龍骨瓣莕菜常發展出共生關係。

## 分佈
龍骨瓣莕菜早年廣泛分佈於台灣水田、池塘、濕地中，現今僅台灣高雄有零星野生族群，其餘皆為人工培植。
台灣高雄市美濃區的美濃湖早年作為蓄水的埤塘而有大量野蓮生長，於1980年代因湖水優養化一度瀕臨滅絕；後因農民鍾華振移植復育而倖存，現成為美濃當地有名的客家野菜與經濟作物。

## 外部連結

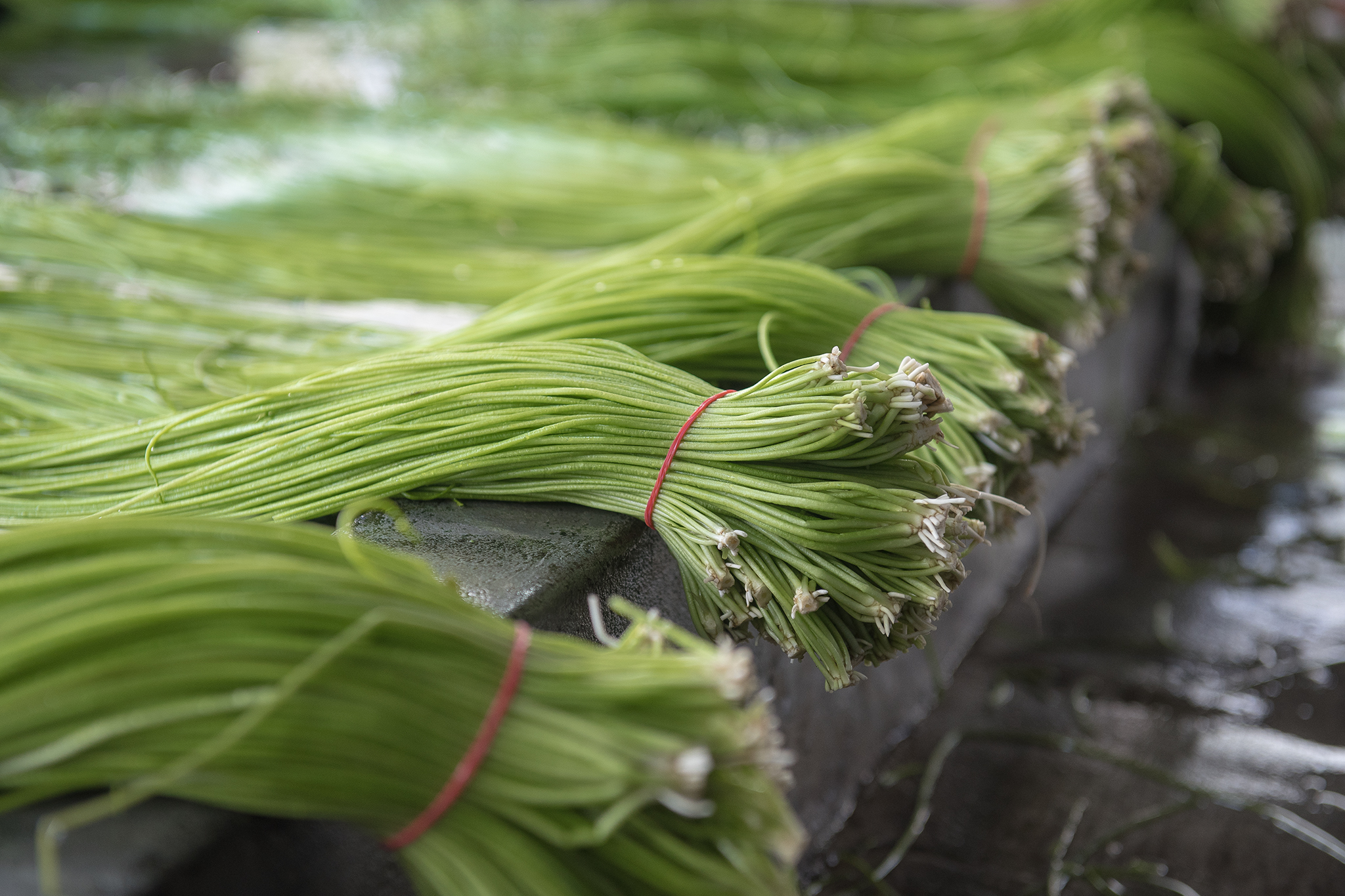
水蓮菜

- 台灣植物資訊整合查詢系統上的龍骨瓣莕菜 Nymphoides hydrophylla （页面存档备份，存于）
- 臺南縣本土資源教學網上《南瀛植物探索》的龍骨瓣莕菜，存于
- . 塔山自然實驗室. （原始内容存档于2014-02-03）.